# Vasilij Ivanovič Ladomirskij
Vasilij Ivanovič Ladomirskij, in russo Василий Николаевич Ладомирский? (San Pietroburgo, 28 settembre 1786 – 24 novembre 1847), è stato un ufficiale e politico russo.

## Biografia
Era il figlio illegittimo di un favorito di Caterina II, Ivan Nikolaevič Rimskij-Korsakov e di Ekaterina Petrovna Trubeckaja. Studiò presso la scuola militare.

## Carriera militare
Nel 1807 entrò nel Reggimento Semënovskij e nel 1809 fu promosso al grado di guardiamarina. Nel 1811 fu promosso al grado di sottotenente e nel 1812 divenne aiutante di campo di Nikolaj Michajlovič Borozdin. Nel gennaio 1813 fu nominato aiutante di campo del generale Potëmkin. Nello stesso anno venne promosso al grado di tenente.
Nel 1820 venne promosso al grado di colonnello. Nel 1834 divenne ciambellano e divenne un membro del consiglio di stato.

## Matrimoni

### Primo matrimonio
Sposò la principessa Marija Ksaverevna Lubomirska (1797-1815), figlia di Xavier Lubomirski. La coppia non ebbe figli.

### Secondo matrimonio
Nel 1819 sposò la principessa Sofija Fëdorovna Gagarina (1794-1855), la figlia più giovane del principe Fëdor Sergeevič Gagarin e di Praskov'ja Jur'evna Trubeckaja. Ebbero cinque figli:
- Ivan Vasil'evic (1820-?);
- Nikolaj Vasil'evic (1822-?);
- Kovalevskaja Vasil'evna (1831-1880), sposò il conte Aleksandr Aleksandrovič Apraksin;
- Zinaida Vasil'evna (1832-1895), sposò il principe Dmitrij Michajlovič Golicyn, ebbero un figlio, Vasilij Dmitrievič;
- Pëtr Vasil'evic (1834-?).

## Morte
Morì il 24 novembre 1847 e fu sepolto nella sua tenuta vicino a Mosca, nella cripta nella chiesa della Santa Vergine.